# Amatitlania kanna
Amatitlania kanna es una especie de peces de la familia Cichlidae en el orden de los Perciformes.

## Morfología
Los machos pueden llegar alcanzar los 8,3 cm de longitud total.

## Distribución geográfica
Se encuentra en los ríos  atlánticos de Panamá, pero también se les puede allar en Honduras.